# Régiment de Foix
Pour les articles homonymes, voir Régiment de Foix (homonymie).
Le régiment de Foix est un régiment d'infanterie du royaume de France, créé en 1684, devenu sous la Révolution le 83e régiment d'infanterie de ligne.

## Création et différentes dénominations
- 13 septembre 1684 : création du régiment de Foix
- 1er janvier 1791 : devient le 83e régiment d'infanterie de ligne

## Mestres de camp et colonels
- 13 septembre 1684 : Jean Jules Armand Colbert marquis de Blainville
- 6 septembre 1689 : N. de Béthune-Sully, prince d'Henrichemont
- 4 mars 1696 : Joseph de Mesmes, marquis de Ravignan
- 22 janvier 1709 : Pierre de Thomé
- 1er août 1734 : N. de Thomé de Saint-Georges
- 13 octobre 1734 : Jean-François de Malortie, marquis de Boudeville
- 1er décembre 1745 : Antoine Charles Joseph de Grollier de Servières[1]
- 7 mai 1758 : Gabriel François comte de Rougé
- 20 février 1761 : Louis-Étienne-François de Damas-Crux
- 1er décembre 1762 : Alexandre Nicolas Claude Hector Andrault, comte de Maulevrier-Langeron
- 3 janvier 1770 : Alexis Benjamin François Poute de Nieul
- 1er janvier 1784 : Guillaume Marie, vicomte de La Roche-Aymon
- 5 février 1792 : Jean-Baptiste François de Chef du Bos, chevalier de Bouan
- 12 juillet 1792 : Gaspard Adrien Bonnet du Louvat de Champollon
- 8 mars 1793 : Antoine Balland

## Historique des garnisons, combats et batailles du régiment

### Régiment de Foix (1684-1791)
Le régiment de Foix est créé le 13 septembre 1684. Il est formé avec quinze compagnies, dont plusieurs venaient des régiments de Normandie et de La Marine.
En 1684, le régiment est à 2 bataillons. Son uniforme comprend un habit, parements, collet, veste et culotte blancs, revers verts, la poche en long, garnis de 9 boutons en patte d'oie, le dessous de la manche et du parement fermé par 6 petits boutons, 6 petits au revers et 3 gros au dessous, boutons jaunes no 72. Chapeau bordé de galon blanc. Drapeau rouge, vert et jaune par quartier.

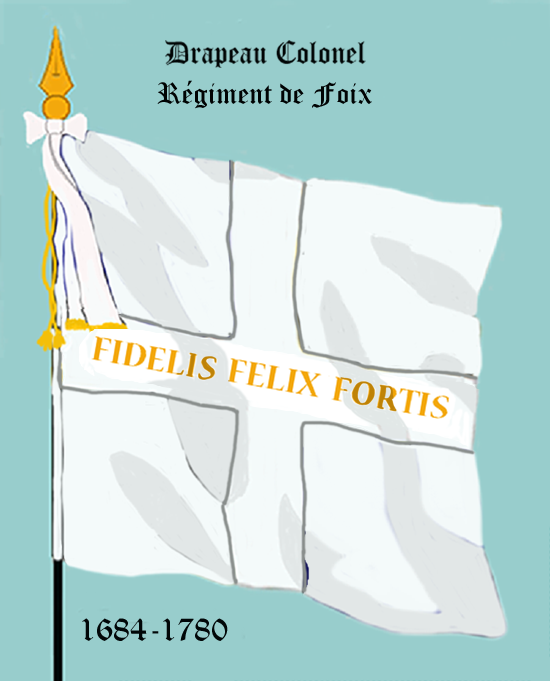
Drapeau Colonel de 1684 à 1780
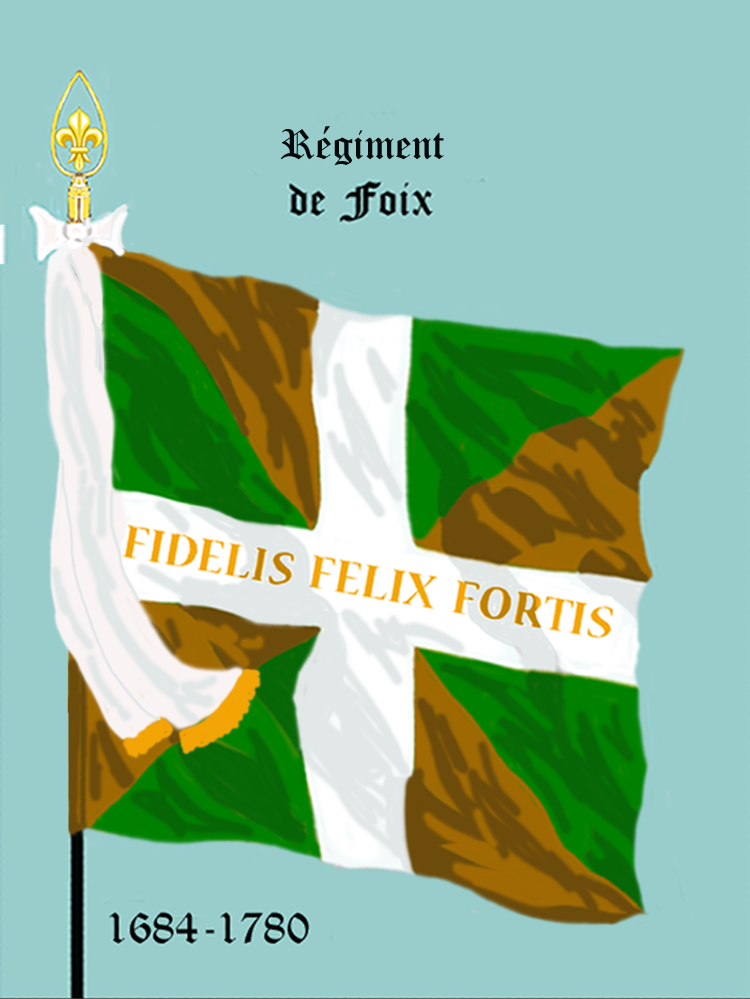
Drapeau de 1684 à 1780

#### Guerre de la Ligue d'Augsbourg
En 1688, le régiment de Foix est porté à vingt compagnies et débute la guerre de la Ligue d'Augsbourg sur le Rhin à la prise de Philisbourg, de Mannhein, de Frankenthal et autres places du Palatinat.
Il fait les campagnes de 1689 et 1690 sur les côtes de Normandie.
Envoyé en 1691 à l'armée des Alpes, il participe à la soumission de Montmélian et de Chambéry.
En 1692, il sert en Flandre et assiste au siège de Namur et se distingue à la bataille de Steenkerque.
En 1693, il se fait encore remarquer à Neerwinden et devant Charleroi, où ses grenadiers et un piquet de cinquante fusiliers montent le 26 septembre à l'assaut de la redoute de Darmay.
En 1694 et 1695, le régiment de Foix fait partie de l'armée de la Meuse et contribue à la défense de Namur contre le prince d'Orange.
Il achève la guerre sous les ordres du maréchal Boufflers et dans la brigade de Piémont.

#### Guerre de Succession d'Espagne
En 1701, au début de la guerre de Succession d'Espagne, les deux bataillons du régiment de Foix, servent en Flandre.
En 1702, il se trouve au combat de Nimègue.
En 1703, le régiment est affecté à l'armée du Rhin. 

Le 1er bataillon, qui sert sous le commandement du maréchal de Villars, participe au siège de Kelh, à l'attaque des lignes de Stolhofen, et passa en Bavière. Le bataillon se trouva encore dans cette campagne au combat de Munderkirchen, ainsi qu'à la première journée d'Hochstadt, et aux prises de Kempten, d'Ulm et d'Augsbourg. Le colonel Joseph de Mesmes, marquis de Ravignan mérita des éloges particuliers pour sa conduite à Hochstadt.

Le 2e bataillon, resté sur le Rhin à l'armée de Tallard, fit les sièges de Brisach et de Landau, et combattit au Speyerbach. Passé, lui aussi, en Bavière, il est mis en garnison à Ulm.
En 1704, à la deuxième bataille d'Hochstadt, le 1er bataillon du régiment de Foix était au corps d'armée de Marchin et le 2e bataillon faisait partie de celui de Tallard. Leurs débris furent jetés dans Brisach avec le régiment de Saintonge, et contribuèrent à faire échouer la surprise tentée par le prince Eugène contre cette ville. Le régiment de Foix continua de servir les années suivantes sur le Rhin.
En 1706, le régiment se trouve au secours du Fort-Louis, à la prise de Drusenheim, de Lauterbourg et de l'île du Marquisat .
En 1707, il est à la prise des lignes de Stolhofen et de Schorndorf, à la conquête de Suabs-Gemunden et à toutes les expéditions du maréchal de Villars sur les rives du Rhin.
Envoyé en Flandre en 1708, au moment où l'armée de cette frontière se faisait battre à Audenarde, il se jeta dans Lille et contribua à la belle défense que fit dans cette place le maréchal de Boufflers. La nuit du 26 au 27 août, 400 hommes du régiment firent une sortie, attaquèrent la chapelle de la Magdeleine, l'emportèrent et rasèrent les ouvrages de l'ennemi. Après la prise de la ville, le régiment de Foix se retira dans la citadelle et y fit encore une belle résistance. Envoyé en Normandie, après la capitulation, il se rétablit pendant l'hiver.
En 1709 il est affecté à l'armée de Flandre, et combat à Malplaquet. En quittant ce champ de bataille, il alla s'enfermer à Bouchain, où il fut assiégé, en 1711, par le général hollandais Fagel. Après avoir résisté longuement il obtint une capitulation honorable. Cette capitulation, réglée entre le marquis de Ravignan, ancien colonel du régiment et désormais gouverneur de Bouchain, et le général Fagel, fut désapprouvée par Marlborough, qui ne craignit pas de la violer. Le régiment fut traité en prisonnier de guerre et envoyé à Tournai. Les officiers furent même conduits en Hollande. Avec les soldats qui parvinrent à s'échapper, on forma un bataillon, qui ne fut plus employé activement pendant le reste de la guerre.

#### Période de paix
En 1714, après le traité de Rastatt mettant fin à la guerre, les vides du régiment de Foix sont remplis par l'incorporation du régiment de Blacons et des compagnies franches de Caudemberg et de Guise.
 
En 1716, les compagnies franches de Maucomble et d'Antoine sont également incorporées dans le régiment de Foix.

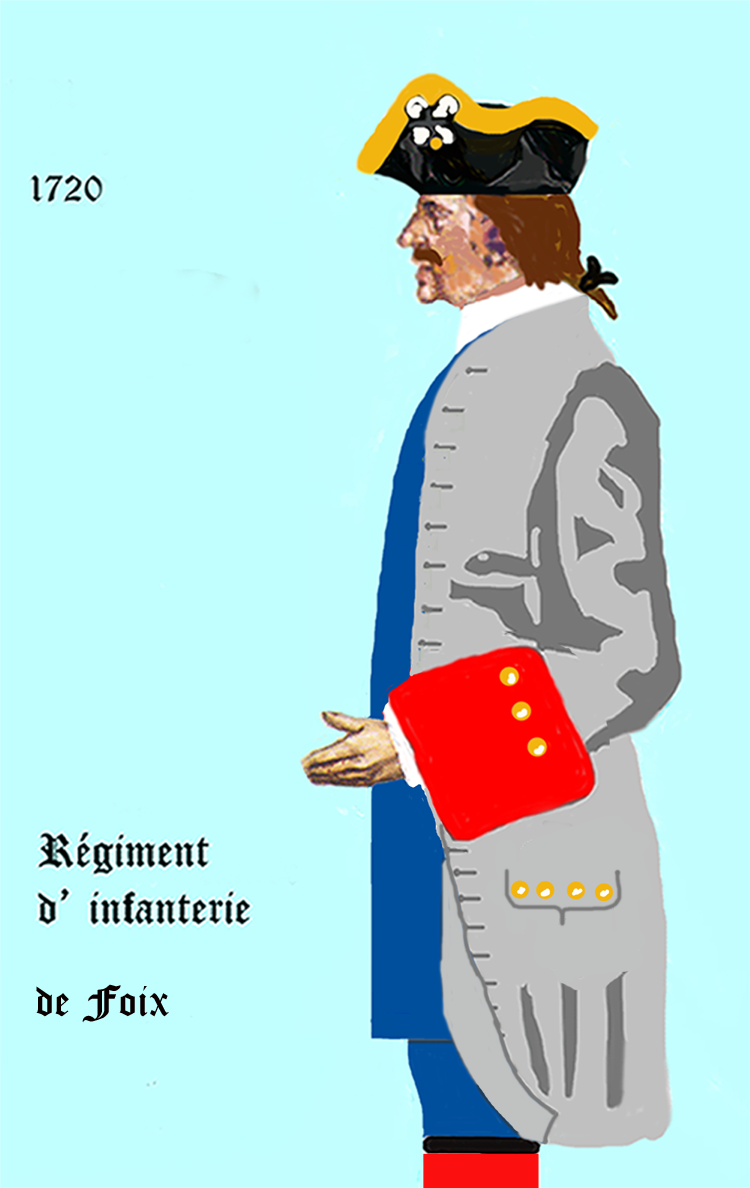
Uniforme de 1720 à 1733

#### Guerre de Succession de Pologne

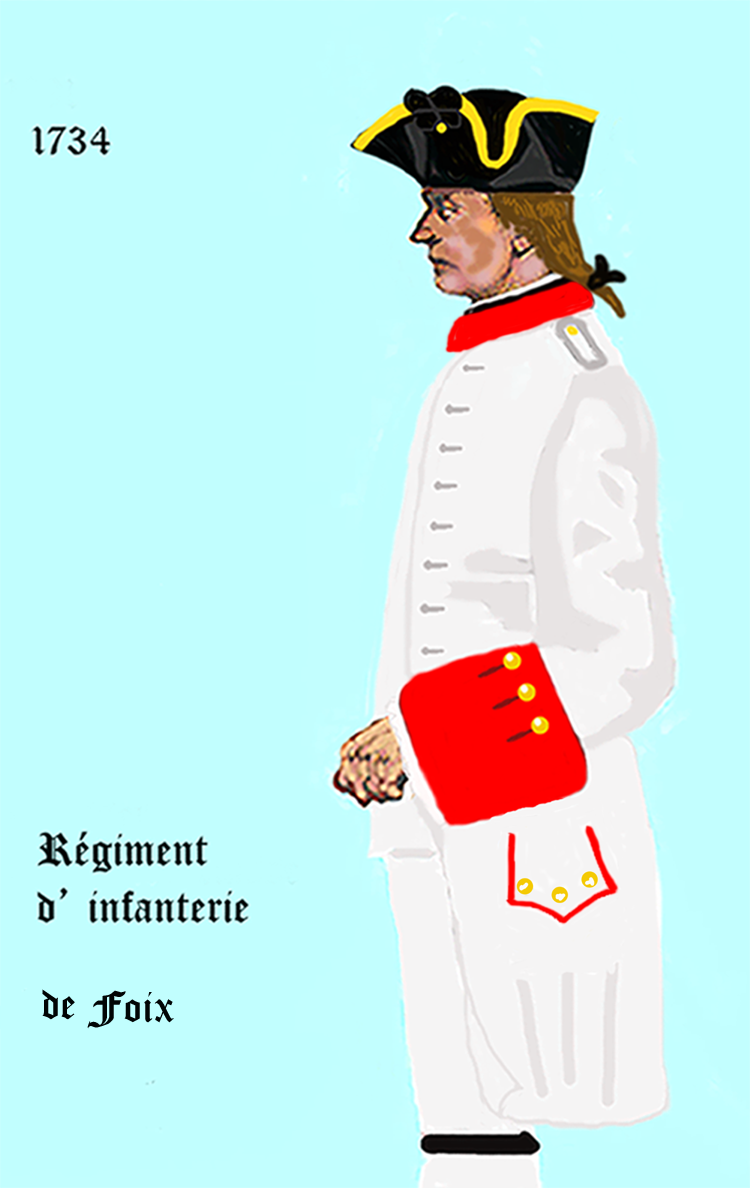
Uniforme de 1734 à 1756

En octobre 1733, le régiment de Foix se rend à l'armée d'Italie dans le cadre de la guerre de Succession de Pologne. Il sert aux sièges de Géra d'Adda,, de Pizzighetone et du château de Milan.
L'année suivante, il débute par ceux de Novare, du fort d'Arrona et de Tortone. Le 4 juin, lorsque les Autrichiens attaquent les cantonnements de Colorno, le régiment de Foix arrive parmi les premiers au secours des troupes engagées, et il recueille presque toute la gloire de cette affaire, en
chassant l'ennemi du château, et en s'emparant, après un combat meurtrier, du pont sur le Lorno que les Impériaux avaient fortifié. Le colonel Pierre de Thomé fut grièvement blessé à la jambe. Le régiment est alors donné à son frère qui se fait tuer, le 29 juin, à la bataille de Parme. Le 17 septembre, le régiment est engagé à la bataille de Guastalla. Dans ces deux journées, le régiment de Foix était embrigadé avec le régiment de Picardie.
En 1735, il est employé, aux sièges de Revere, de Reggio et de Reggiolo.
En septembre 1736, il rentra en France.

#### Guerre de Succession d'Autriche
En mars 1742, dans le cadre de la guerre de Succession d'Autriche, le régiment de Foix est envoyé pour la Bavière. Placé durant quelques jours à Amberg avec le régiment d'Orléans, il marche ensuite avec le marquis de Villemur au secours de l'armée de Bohême. Il se trouve au combat de Sahay, au ravitaillement de Frawemberg, et se retire sous Prague au mois de juin. Il était déjà, à cette époque, réduit à 478 hommes. Pendant le blocus de Prague, le régiment de Foix, qui forme une brigade avec le régiment de La Reine, se couvre de gloire à la sortie du 22 août; il y est complètement écrasé, et son colonel, Jean-François de Malortie de Boudeville, y reçoit une blessure considérable.
À sa rentrée en France, en février 1743 le régiment est réduit à deux officiers et à moins de 300 hommes, la plupart éclopés, qui furent envoyés à Saint-Omer.
En 1744, lorsque le régiment de Foix fut reconstitué, il partit pour l'Italie et embrigadé avec le régiment de Lyonnais, il se trouve à la prise de Nice, de Villefranche, de Montalban, du château Dauphin, de Demonte, de Coni et à la bataille de la Madona del Ulmo.
En 1745, le régiment reste cantonné sur la frontière des Alpes et prend garnison à Guillestre et Montdauphin. Le 11 octobre, il se trouve au combat livré près de Josseau dans la vallée de Pragelas, où le comte de Lautrec défait un corps piémontais.
En 1746, il rentre en Italie, fait le siège d'Acqui et se trouve batailles de Plaisance et du Tidone où le colonel Antoine Charles Joseph de Grollier de Servières est blessé. Après ces batailles, le régiment se retire en Provence et contribue à sa défense après son envahissement.
En mars 1747, les troupes autrichiennes ayant franchi le Var il prend position au camp de Tournoux, et y demeure jusqu'au 10 septembre. Il rejoint  ensuite l'armée, prend part les 17 et 18 octobre aux combats de Vintimille, et garde les débouchés de la frontière jusqu'à la paix.

#### Guerre de Sept Ans

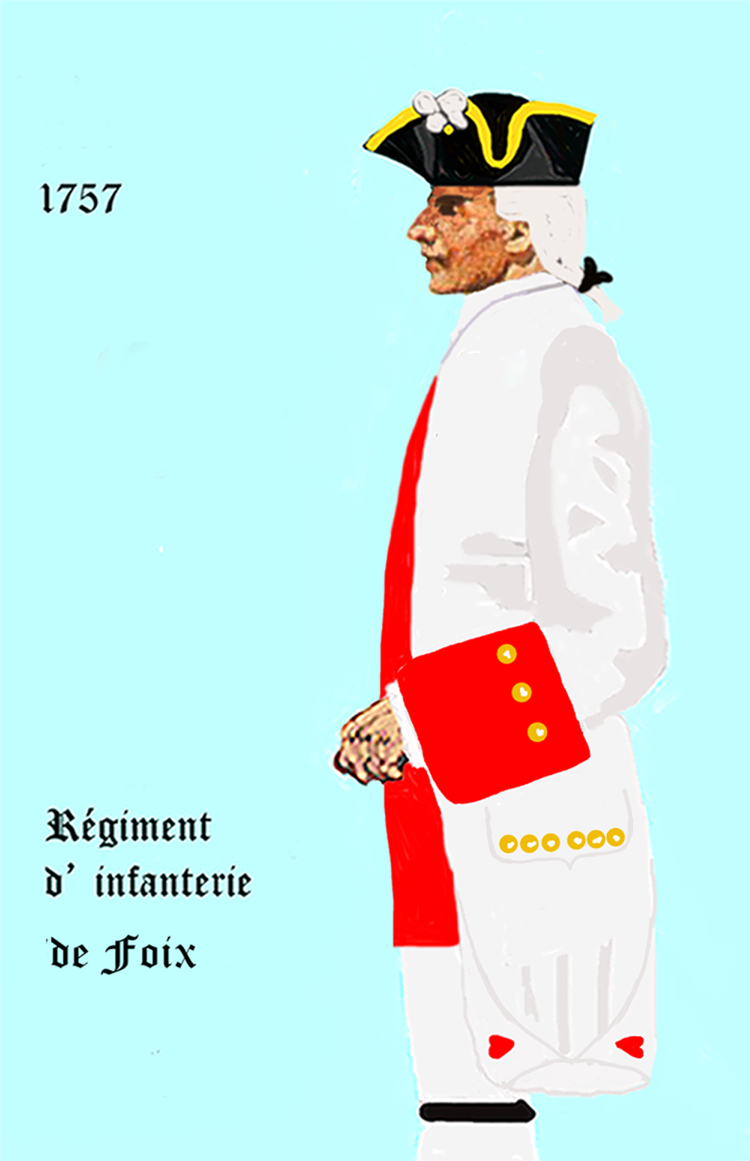
Uniforme de 1757 à 1761

En 1756, au début de la guerre de Sept Ans le régiment se trouve au camp du Havre.
En 1757, il part pour Stockheim, en Belgique, point de ralliement de l'armée du Bas-Rhin, et se distingue à la
prise de Lippstadt, où il reste en garnison jusqu'à la fin de la campagne.
Dans les premiers mois de 1758, il est placé en observation sur la frontière hollandaise. Après la défaite de Krefeld, il est jeté dans Dusseldorf avec d'autres troupes françaises et autrichiennes. Comme les autres corps français, il refuse d'accepter la capitulation consentie le 29 juin par le gouverneur autrichien et rentre en France.

#### Saint-Domingue

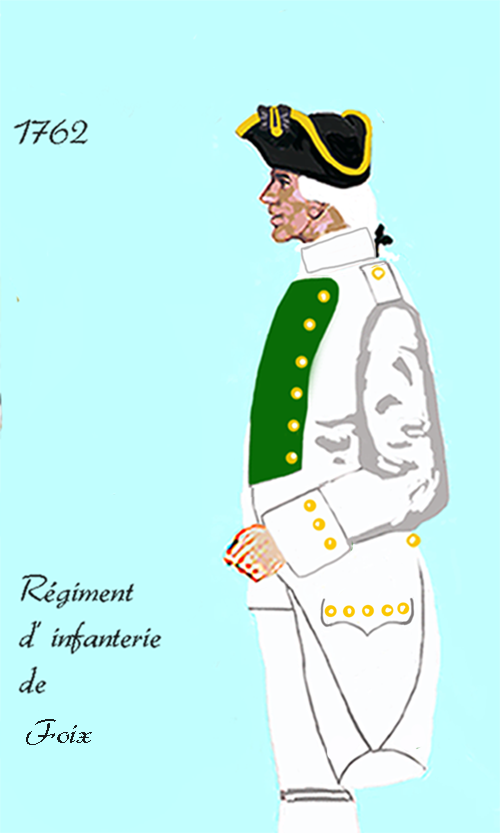
Uniforme de 1762 à 1775

Envoyé sur les côtes de Bretagne, le régiment s'embarque en 1760 pour aller à Saint-Domingue.
Lors de la réorganisation réorganisation des corps d'infanterie français de 1762 le régiment est porté à deux bataillons le 30 avril 1762,et passe au service des ports et colonies le 10 décembre de la même année, et reste à Saint-Domingue jusqu'en juillet 1765

#### Période de paix
Rentré en France, le régiment de Foix est placé au Château Trompette de Bordeaux et à Blaye.
En novembre 1766, il est envoyé en garnison à Nantes, puis à Port-Louis, Lorient et Belle-Île-en-Mer en septembre 1767. En mai 1769, il se trouve à Rochefort, à Longwy en novembre 1769, à Saint-Omer en décembre 1770, à Lille et Aire-sur-la-Lys en janvier 1771, avant de retourner à Lorient et Belle-Île-en-Mer en octobre 1772. Il s'installe à La Rochelle en novembre 1774, à Auch et Nérac en février 1775 et à Toulon en octobre 1776.
Lors de la réorganisation réorganisation des corps d'infanterie français de 1775 le régiment est conservé à deux bataillons.

#### Guerre d'indépendance des États-Unis

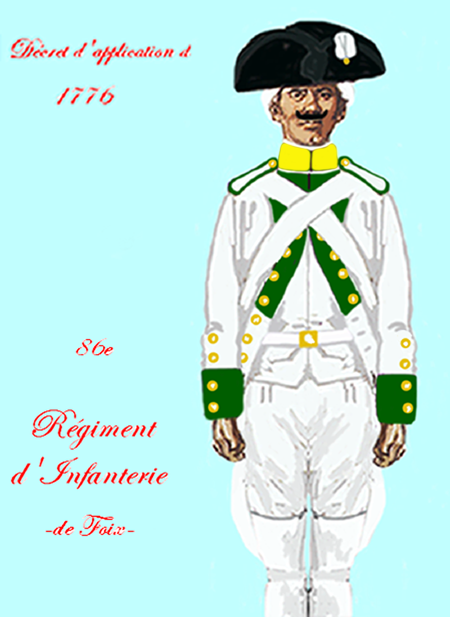
Uniforme de 1776 à 1778
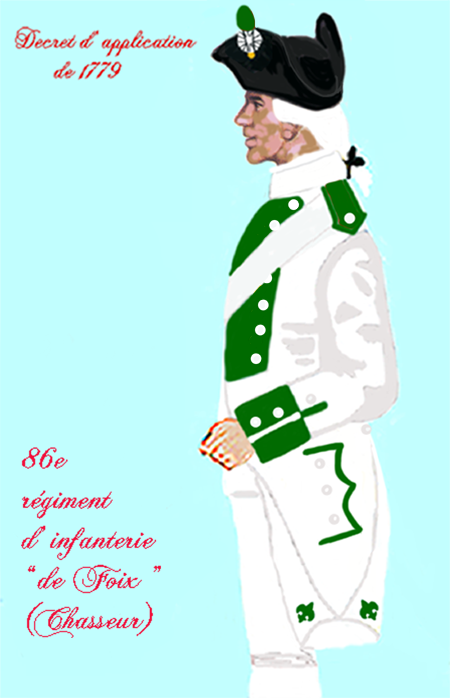
Uniforme de 1779 à 1791
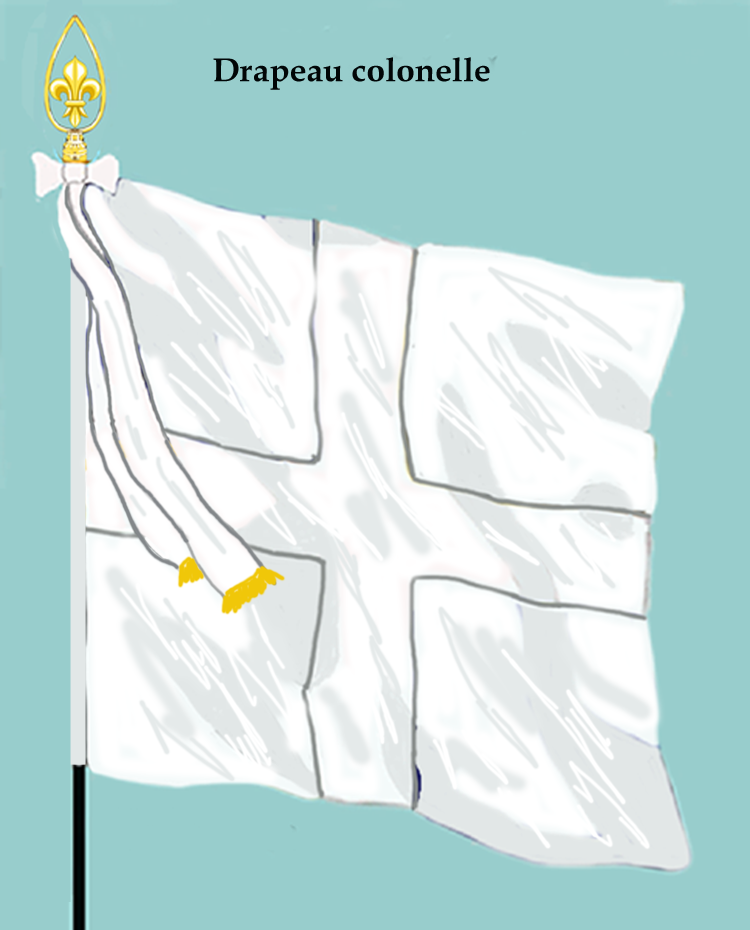
Drapeau Colonel de 1780 à 1791
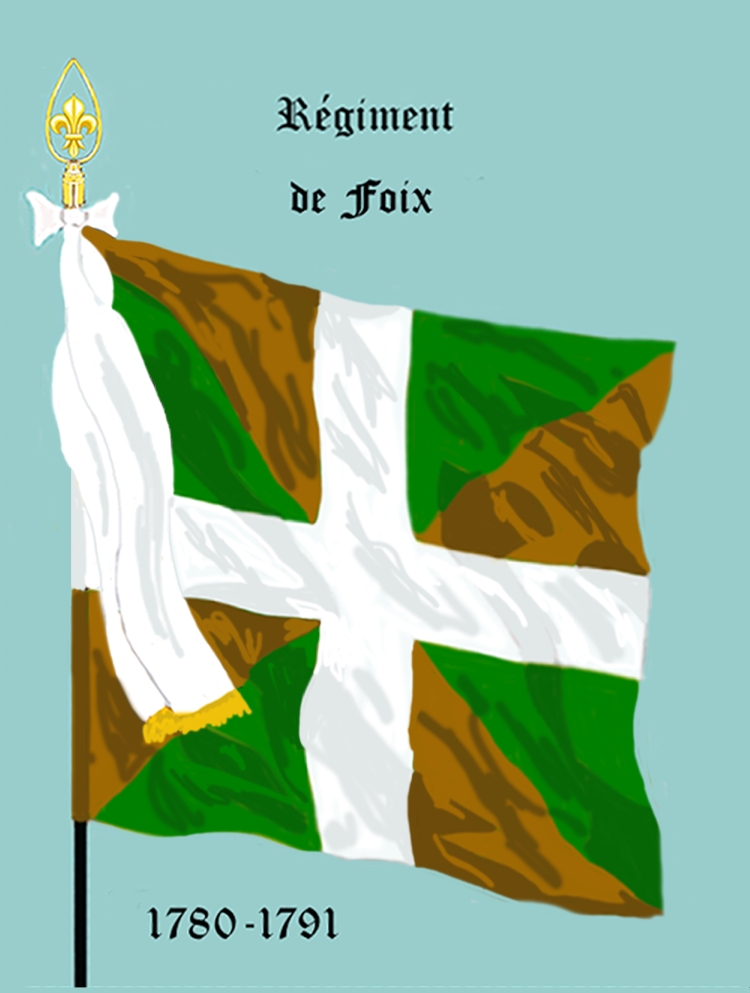
Drapeau de 1780 à 1791

Cette même année, 500 hommes du régiment de Foix, placés sous le commandement du lieutenant-colonel Marc Antoine du Chastelet, né à Boulogne en 1739, embarquent à Toulon au sein de la flotte du comte d'Estaing. Ils se retrouvent ainsi mêlés aux événements de la guerre d'indépendance des États-Unis.
Les compagnies expéditionnaires prennent part les 3 et 4 juillet 1779 à la conquête de la Grenade, et le 6 à la bataille navale livrée à l'amiral Byron. Revenues dans les colonies américaines, elles participent au siège de Savannah avant de repartir en garnison, pendant deux ans à l'île de la Grenade. Ces compagnies montées sur le vaisseau le Magnanime de la flotte du comte de Grasse, et assistent aux combats des 9 et 12 avril 1782 contre l'amiral Rodney.

55 soldats de ce régiment sont morts aux États-Unis durant guerre d'indépendance des États-Unis.

#### Période de paix
En décembre 1778, le gros du régiment s'était rendu de Toulon à Béziers, et en novembre 1781, pendant les troubles de Genève, il vient prendre des cantonnements dans le pays de Gex.
En décembre 1783, les compagnies expéditionnaires revenues des colonies, le régiment de Foix se trouve tout entier réuni à Strasbourg.
En avril 1786, le régiment est à Landau, puis à Sedan en novembre 1787, et à Givet à la fin de
1790.

### 83erégiment d'infanterie de ligne ci-devant Foix

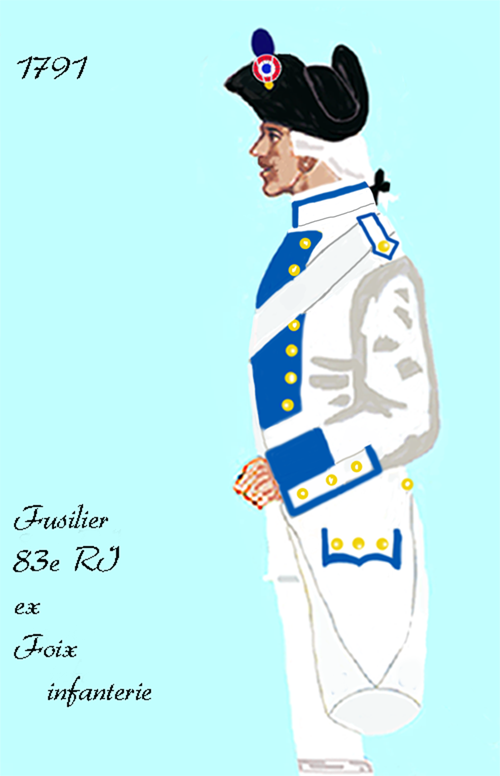
Uniforme du 83e régiment d'infanterie ci-devant Foix de 1791 à 1792
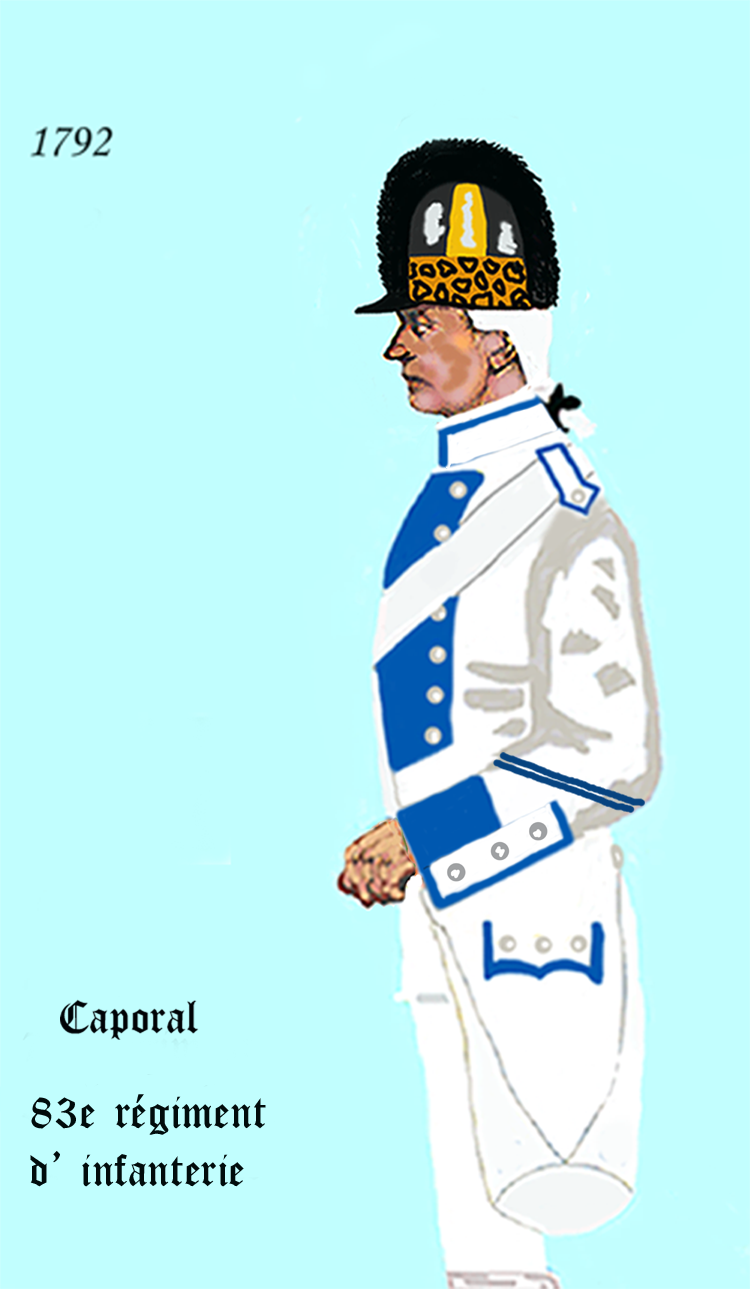
Uniforme du 83e régiment d'infanterie ci-devant Foix de 1792 à 1796

L'ordonnance du 1er janvier 1791 fait disparaître les diverses dénominations, et les corps d'infanterie ne sont désormais plus désignés que par le numéro du rang qu'ils occupaient entre eux. Ainsi, 101 régiments sont renommés. Les régiments sont toutefois largement désignés avec le terme ci-devant, comme 83e régiment d'infanterie ci-devant Foix.
Le régiment se compose de deux bataillons à neuf compagnies, dont une de grenadiers.

#### Révolution française
En juin 1791, les soldats du régiment de Foix, en apprenant la fuite du roi, offrirent l'argent de leurs masses à l'Assemblée nationale législative pour réparer les fortifications de Givet.
En 1792, le régiment de Foix fait partie de l'armée du Nord et se distingue, le 23 mai avec le régiment de Condé, au combat d'Hamptinne avant de se retirer en bon ordre à Philippeville.
À partir de ce moment, les deux bataillons furent séparés ; le 1er bataillon est envoyé à Sedan et le 2e bataillon à Cambrai.
1er bataillon
En 1793, le 1er bataillon du 83e régiment d'infanterie ci-devant Foix sert à l'armée du Nord et fait partie des 10 000 hommes que le général Cordellier-Delanoüe conduisit au mois d'août à l'armée de l'Ouest. Le bataillon sert en Vendée jusqu'à la fin de la guerre civile, sans avoir été amalgamé en 1793, et il est entré, le 22 avril 1796, dans la composition de la 7e demi-brigade de deuxième formation.
2e bataillon
En 1793, le  2e bataillon du 83e régiment d'infanterie ci-devant Foix quitte pour se rendre à l'armée du Rhin et est fait prisonnier à Francfort-sur-le-Main. Reformé, il sert deux ans sur cette frontière et est amalgamé à Brest, le 29 avril 1795, avec le 1er bataillon de volontaires de Valenciennes et le 16e bataillon de volontaires de Paris également appelé 1er bataillon républicain de Paris pour former  la 154e demi-brigade de première formation.
Ainsi disparaît pour toujours le 83e régiment d'infanterie ci-devant Foix , partageant le sort de tous ces vieux régiments qui depuis deux siècles avaient défendu si intrépidement la patrie contre toutes les coalitions.

## Personnalités
- Pierre Hugues Victoire Merle

### Alexis Benjamin François Poute de Nieul
2e enfant de Jean-Baptiste Poute, comte de Nieul et lieutenant général et de Anne Louise de La Rochefoucauld, Alexis Benjamin François Poute de Nieul est né le 29 juin 1731 à Nieul-le-Virouil et décédé le 31 août 1787 à Poitiers paroisse Saint-Porchaire. Il est comte de Nieul, comte de Confolens, baron de La Villate, du château de Dompierre et autres lieux, maréchal des camps et armées du Roi, chevalier de l'ordre royal et militaire de Saint-Louis et membre de l'administration provinciale du Poitou.

### Pierre de Thomé
Fait brigadier le 19 janvier 1732
Durant la bataille de Colorno en 1734, le colonel Pierre de Thomé est grièvement blessé à la jambe et obtint, le 1er août 1734, le grade de maréchal de camp en récompense de ses longs services, de l'habileté et du courage qu'il avait déployés durant cette journée. Le régiment est alors donné à son frère qui est tué, le 29 juin de la même année, à la bataille de Parme. Il est nommé lieutenant général le 1er janvier 1748.

### Jean-François de Malortie de Boudeville
Fils de Jacques Gustave de Malortie, maréchal de camp, inspecteur général de cavalerie et chevalier de l'ordre de Saint-Louis et de Marie Thérèse de Brisacier, Jean-François de Malortie de Boudeville, né en 1696, devient page du Roi en 1710 et mousquetaire en 1713.
C'est dans ce corps qu'il sert au sièges de Landau et de Fribourg.
Le 15 septembre 1714, nommé capitaine, il commande une compagnie dans le régiment de Billy cavalerie qui sera versé dans le régiment de Bretagne cavalerie en janvier 1715. 

En 1719 il se trouve aux sièges de Fontarabie et de Saint-Sébastien.

Le 28 février 1720, il passe dans la brigade de Grieu du régiment de Carabiniers et commande, en 1727, une compagnie dans la brigade de Parabere avec laquelle il se trouve, la même année, au camp de la Saône. 

En avril 1729, il épouse Françoise Charlotte de Senneterre, marquise de la Ferté, veuve de François Gabriel Thibault, marquis de la Carte, et fille d'Henri François de Senneterre, duc de la Ferté, Pair de France, et de Marie de la Motte-Houdancourt.

Durant la guerre de Succession de Pologne, en 1733 et 1734 il est, sur le front italien, à la tête de sa compagnie durant les batailles de Parme et de Guastalla.

Devenu colonel du régiment de Foix, par commission du 13 octobre 1734, il continue de servir en Italie en 1735 et se trouve à la tête de son régiment aux sièges de Revere, de Reggio et de Reggiolo et rentre en France en septembre 1736.

En 1742, durant la guerre de Succession d'Autriche il est affecté à l'armée de Bavière passe le Rhin puis se trouve au combat de Sahay, au ravitaillement de Frawemberg, et se retire sous Prague au mois de juin. Pendant le blocus de Prague, il se distingue particulièrement à la sortie du 22 août, ou il y reçoit une blessure considérable.

Rentré en France en février 1743, il est créé brigadier par brevet en date du 20 février 1743. 
 En 1744, affecté à l'armée d'Italie, il se trouve aux sièges de Nice, de Villefranche, de Montalban, du château Dauphin, de Demonte, de Coni et à la bataille de la Madona del Ulmo.
En 1745, il rentre en France avec son régiment et prend garnison à Guillestre et Montdauphin.
Nommé maréchal de camp par brevet, il se démet du commandement du régiment de Foix et se trouve, en 1746, sous le ordre du Prince de Conti aux sièges de Mons, de Charleroi, de Namur et à la bataille de Rocoux.

Employé à l'armée du roi en 1747, il combat à Lawfeld et meurt à la fin de la campagne.

## Drapeaux
3 drapeaux dont un blanc Colonel, et 2 d’Ordonnance « verts & isabelles en triangle par opposition, & croix blanches ».
À partir de 1780, le drapeau porte la devise Fidelis felix fortis, qui signifie « Fidélité, chance et force ».